# Guilielmus Zeebots
Willem ou Guilielmus Zeebots, né à Louvain (Belgique) le 22 mai 1625 et mort à l'abbaye de Parc à Heverlee le 8 juillet 1690 , est un prêtre, chanoine prémontré, dramaturge et poète des Pays-Bas méridionaux.

## Biographie
Le 3 avril 1643, Zeebots prend l'habit des Prémontrés à l'abbaye de Parc.  Il y fait sa profession religieuse le 16 avril 1645, le jour de Pâques.  L'année suivante, il est ordonné sous-diacre à Bruxelles la veille de Pentecôte.  Un an après, il reçoit l'ordre de diaconat à Anvers.  Ordonné prêtre le 29 mai 1649, il devient baccalauréat à Louvain en 1655.  On lui confie la charge de circateur le 10 juillet 1655, puis de vicaire en 1656.  Chapelain de l'église paroissiale de Wakkerzeel, près de Werchter, depuis le 6 avril 1656, il est nommé curé du même lieu, le 30 mars 1667 et, les 23 années suivantes, s'acquitte des devoirs attachés à cette charge, après quoi il revient à son abbaye de Parc où il meurt le 8 juillet 1690,.
Il compose en flamand plusieurs pièces de théâtre à thème religieux, qui paraissent d'abord sous le monogramme F.G.Z.R.C.P. (c'est-à-dire Frater Guil. Zeebots regularis canonicus Praemonstratensis), recueillies et publiées en 1662 sous son propre nom.  Pour ce qui est des aspects formels, les pièces subissent l'influence du théâtre scolaire des Jésuites.  Bien que la langue soit naturelle et vive, elle n'atteint que rarement une réelle tension dramatique.

## Œuvre[5]
- (nl) Nederduytsche gedichten bestaende in eenige treurspelen ende andere (Poésies néerlandaises, consistantes en quelques tragédies et autres pièces dramatiques), Louvain, 1er volume, 1662, 2e volume 1687 ; le premier volume contient : De Historie van den zuyveren Patriarch Joseph, nopende zijne onnoosele verdruckkinge, wonderlijke verlossinge ende eerelijke verheffinge, alles getrocken uyt het boeck der Scheppinghe (L'Histoire du patriarche Joseph, contenant son oppression, sa délivrance, et son élévation; tirée de la Genèse), en trois actes, Louvain, 1661 ;
- (nl) Den Blijden Kersnacht, ofte de Geboorte Christi onzes Saligmakers, mitsgaders de merkelijkste dingen alsdan geschiet (La Nuit de Noël, ou la naissance de Notre Sauveur, avec les évènements qui l'accompagnèrent), en trois actes, tragédie jouée à Werchter, le 7 juin 1661, par les amateurs de la chambre de rhétorique de cette commune, Louvain, 1661 ;
- (nl) Het Leven ende Martyrie van den H. Adrianus, alles getrokken uyt vermaerde Schrijvers, Surius, Lippeloo, Hareus (La Vie et le Martyre de saint Adrien, tirés des célèbres auteurs Surius, Lippeloo et Haraeus), en trois actes, Louvain, 1661 ;
- (nl) Hendrik de VIII, koning van Engelant, ofte scheuringe van Engelant ende 't afwijken van 't Catholieck geloof onder denselven Henrick (Henri VIII, ou le schisme d'Angleterre), en cinq actes, Louvain, 1661 ; le second volume comprend : Het Droevig Lijden en de bittere Doodt van den Heere Christus onzen Saligmaeker, getrokken uyt de vier HH Evangelisten ende bedeylt in 7 deelen (La Passion et la Mort de Notre Seigneur Jésus-Christ, tirée des quatre Évangélistes, et divisée en sept parties), tragédie, Louvain, 1687 ;
- (nl) Den blinden verlichten en wederzienden Tobias, inhoudende bijzondere exempelen van deugden (Tobie aveugle, et ensuite éclairé, donnant de grands exemples de vertu), Louvain, 1687 ;
- (nl) Het Leven van den H. Hubertus (La Vie de saint Hubert), Louvain, 1687.

## Sources
- (nl) Frederiks, Johannes Godefridus, et Frans Jozef van den Branden.  Biographisch woordenboek der Noord- en Zuidnederlandsche letterkunde, Amsterdam, L.J. Veen, 1888-1891, p. 910.
- (fr) Paquot, abbé Jean-Noël.  Mémoires pour servir à l'histoire littéraire des dix-sept provinces des Pays-Bas, de la Principauté de Liège, et de quelques contrées voisines, tome douzième, Louvain, Imprimerie académique, 1768, p. 66-68.
- (nl) Van Es, Gustaaf Amandus, et Edward Rombauts.  Geschiedenis van de letterkunde der Nederlanden, vol. 5, Bois-le-Duc, Teulings / Anvers-Bruxelles, Standaard-boekhandel, 1952, p. 445.